# Homalopsycha pericharacta
Homalopsycha pericharacta är en fjärilsart som beskrevs av Edward Meyrick 1924. Homalopsycha pericharacta ingår i släktet Homalopsycha och familjen äkta malar. Inga underarter finns listade i Catalogue of Life.